# Thomas Sparr
Thomas Sparr (* 23. Juni 1956 in Hamburg) ist ein deutscher Verlagslektor, Autor und Literaturwissenschaftler.

## Leben
Thomas Sparr besuchte das Johanneum zu Lübeck bis zum Abitur. 1976 wurde er mit dem Straßburg Preis der Université de Strasbourg ausgezeichnet. Er studierte von 1977 an Literaturwissenschaft und Philosophie in Marburg, Hamburg und als Gastschüler an der École normale supérieure in Paris.
1985 hatte er Lehraufträge an der Universität Hamburg inne. 1986 schloss er seine Doktorarbeit in Hamburg ab, eine Gattungsbestimmung des hermetischen Gedichts anhand des Werkes von Paul Celan.
Von 1986 bis 1989 arbeitete er am Leo Baeck Institut und an der Hebräischen Universität in Jerusalem. 1989/90 war er Mitarbeiter am Deutschen Literaturarchiv in Marbach am Neckar.
Von 1990 bis 1998 leitete er den Jüdischen Verlag im Suhrkamp Verlag. 1992 erschien das erste Programm mit Gershom Scholems Sabbatai Zwi, James E. Youngs Beschreiben des Holocaust, mit dem Katalog und Essayband zur Berliner Ausstellung Jüdische Lebenswelten und anderen Büchern, die große Aufmerksamkeit fanden. 1995 erschien ein autobiographisches Werk von Binjamin Wilkomirski über dessen angebliche Holocausterfahrungen, das Daniel Ganzfried als Konfabulation entlarvte.
1999 ging Sparr als Cheflektor zum Siedler Verlag nach Berlin und kehrte im September 2004 zum Suhrkamp Verlag nach Frankfurt zurück. Von 2006 bis zur Umwandlung des Verlags in eine Aktiengesellschaft Anfang 2015 war er stellvertretender verlegerischer Leiter des Suhrkamp Verlags. Darüber hinaus ist er vertretungsberechtigter Vorstand der Literaturbrücke e. V., des Trägervereins des Hauses für Poesie in Berlin.
Seit Frühjahr 2015 ist Sparr als Editor-at-Large des Suhrkamp Verlags tätig.
2017 erschien sein viel beachtetes Buch Grunewald im Orient über das deutsch-jüdische Jerusalem, das in verschiedene Sprachen übersetzt wurde, zum 100. Geburtstag erschien 2020 „Todesfuge“ – Biographie eines Gedichts, über das Volker Weidermann im Spiegel schrieb: „In der Überfülle all der Celan-Bücher dieses Jahres stammt das beste von Thomas Sparr …“
Im Oktober 2023 veröffentlichte Thomas Sparr im S. Fischer Verlag das Buch „Ich will fortleben, auch nach meinem Tod“. Die Biographie des Tagebuchs der Anne Frank, das in zahlreiche andere Sprachen übersetzt wird.
Sparr ist Mitglied im Board des Franz Rosenzweig Zentrums für deutsch-jüdische Literatur und Kulturgeschichte an der Hebräischen Universität in Jerusalem, Beirat der Stiftung Brandenburger Tor Berlin, Mitglied im Leibniz-Institut für jüdische Geschichte und Kultur in Leipzig und im Deutsch-Französischen Kulturrat. Er lebt in Berlin.

## Werke
als Autor:
- Karl Wolfskehl. In: Metzler-Lexikon der deutsch-jüdischen Literatur. Hrsg. von Andreas B. Kilcher. Metzler, Stuttgart 2000, ISBN 3-476-01682-X, S. 629, urn:nbn:de:101:1-201303269239 (für die 2., aktualisierte und erweiterte Auflage).
- Grunewald im Orient. Das deutsch-jüdische Jerusalem. Berenberg, Berlin 2017, ISBN 978-3-946334-32-3, urn:nbn:de:101:1-2018111910552943213882.
- Todesfuge – Biographie eines Gedichts. Paul Celan 1920–1970. DVA, München 2020, ISBN 978-3-421-04787-8.
- Hotel Budapest, Berlin ... Von Ungarn in Deutschland, Berenberg, Berlin 2021
- „Ich will fortleben, auch nach meinem Tod“. Biographie des Tagebuchs der Anne Frank. S. Fischer, Frankfurt 2023, ISBN 978-3-10-397545-1
- Zauberberge. Ein Jahrhundertroman aus Davos. Berenberg, Berlin 2024, ISBN 978-3-949203-82-4.

als Herausgeber:
- mit Christoph König. Peter Szondi: Briefe. Suhrkamp, Frankfurt 1993 (2. Auflage 1994), ISBN 978-3-518-40524-6
- Gershom Scholem: Briefe, Band II: 1948-1970. C.H. Beck, München 1995, ISBN 978-3-406-38298-7
- mit Erika Hirsch: Jüdisches Städtebild Hamburg. Jüdischer Verlag, Frankfurt 1999, ISBN 3-633-54155-1.

- mit Ilana Shmueli: Paul Celan – Ilana Shmueli. Briefwechsel. Suhrkamp, Frankfurt 2004, ISBN 3-518-41596-4 (Briefsammlung, 1967–1970).
- Gertrud Kolmar: Liebesgedichte (= Insel-Taschenbuch. 3601). Ausgewählt von Thomas Sparr. Insel-Verlag, Frankfurt 2010, ISBN 978-3-458-35301-0.
- mit Petra Hardt: Herzzeit. Fünfzig Liebesgedichte aus der neueren deutschen Lyrik. Deutsch-arabische Anthologie. Kalima Verlag, Abu Dhabi 2023, ISBN 978-9948-791-73-7.
- mit Amir Eshel. Deutsche und Juden. Dokumentation einer Debatte. Jüdischer Verlag, Berlin 2024, ISBN 978-3-633-54328-1